# Шувалов, Иван Евсеевич
Иван Евсеевич Шувалов (1875 — 1909) — владелец книжного магазина, депутат Государственной думы I созыва от Самарской губернии.

## Биография

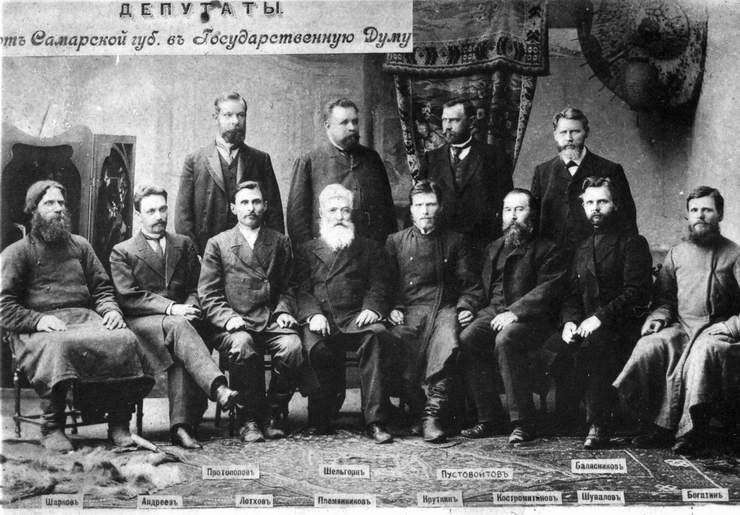
Члены государственной Думы Первого созыва от Самарской губернии. Первый ряд (слева направо) — П. В. Шарков, А. А. Андреев, И. С. Лотхов, В. А. Племянников, М. М. Круткин, Г. Н. Костромитинов, И. Е. Шувалов, Д. Г. Богатин; Второй ряд — Д. Д. Протопопов, Г. Х. Шельгорн, И. И. Пустовойтов, В. Ф. Балясников.

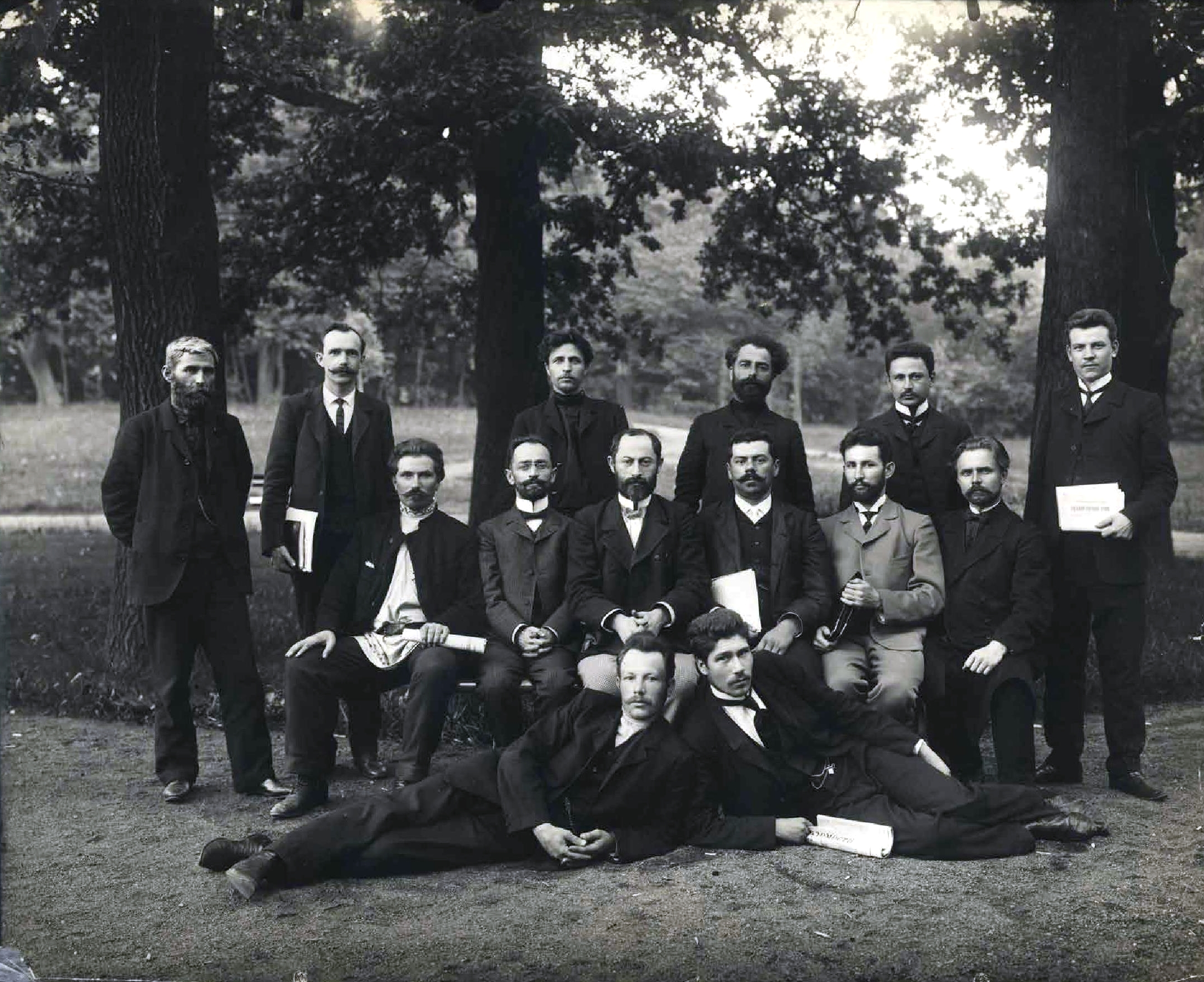
Социал-демократическая фракция I Государственной думы. Стоят: И. И. Рамишвили, И. Ф. Савельев, З. И. Выровой, С. Н. Церетели, И. Г. Гомартели, А. И. Смирнов; сидят: М. И. Михайличенко, С. Д. Джапаридзе, Н. Н. Жордания, В. А. Ильин, П. А. Ершов, И. Е. Шувалов; лежат: В. Н. Чурюков, И. И. Антонов

Из бедной крестьянской семьи села Балаково Николаевского уезда Самарской губернии. Рано остался сиротой. Был усыновлён дядей, который дал ему свою фамилию. Окончил уездное училище в селе Балаково. Работал приказчиком в мануфактурном магазине Менькова. В августе 1899 года Шувалов совместно с М. Н. Корнеевым и Н. А. Пастуховым открыл первый в Балакове книжный магазин просвещения. В это предприятие он вложил в том числе и свои средства, оставшиеся в наследство после смерти дяди. Способствовал распространению в народе популярных изданий. Организовывал народные читальни, основал общественные библиотеки, заведовал сельскими столовыми. Член РСДРП. Меньшевик. Во время революции 1905 года участвовал в работе антиправительственного кружка, распространял запрещённую литературу, вёл пропаганду среди крестьян, попал под надзор полиции.
26 марта 1906 избран в Государственную думу I созыва от общего состава выборщиков Самарского губернского избирательного собрания. В Думе вошёл в Трудовую группу, а с образованием Социал-демократической фракции перешёл в неё. Подписал законопроект «О гражданском равенстве». Сделал заявление о создании комиссии об исследовании незаконных действий должностных лиц, об образовании местных земских комитетов.
10 июля 1906 года в г. Выборге подписал «Выборгское воззвание» и осуждён по ст. 129, ч. 1, п. п. 51 и 3 Уголовного Уложения, приговорён к 3 месяцам тюрьмы и лишён права быть избранным. На основном процессе по этому делу 12—18 декабря 1907 года не присутствовал, так как был болен.
В последующие годы оставался под полицейским надзором. Полиция неоднократно обыскивала его книжный магазин. Умер в 1909 году от горловой чахотки.